# Tariq Anwar
Pour les articles homonymes, voir Anwar.
Tariq Anwar est un monteur britannico-américain né le 21 septembre 1945 à Delhi.

## Biographie
Il est le père de Gabrielle Anwar.

## Filmographie (sélection)
- 1999 : American Beauty
- 2010 : Le Discours d'un roi
- 2020 : One Night in Miami

## Distinctions

### Récompenses
- British Academy Television Awards pour Oppenheimer
- British Academy Film Award du meilleur montage pour American Beauty
- Prix du cinéma européen du meilleur monteur pour Le Discours d'un roi

### Nominations
- Oscar du meilleur montage pour American Beauty
- Oscar du meilleur montage pour Le Discours d'un roi
- Satellite Award du meilleur montage pour One Night in Miami